# Пореченков Іван Никандорович
Іван Никандорович Пореченков (рос. Иван Никандрович Пореченков; нар. 3 червня 1921 — пом. 21 листопада 1943) — Герой Радянського Союзу, в роки радянсько-німецької війни навідник гармати 2-ї батареї 12-го винищувально-протитанкового артилерійського полку 1-го Українського фронту, молодший сержант.

## Біографія
Народився 3 червня 1921 року в селі Антипово (нині Ржевського району Тверській області) в селянській родині. Росіянин. Закінчив школу-семирічку. Працював у колгоспі.
У 1940 році призваний до лав Червоної Армії. Закінчив школу молодших командирів. У боях радянсько-німецької війни з травня 1943 року. Воював на Воронезькому і 1-му Українському фронтах. Кандидат у члени ВКП(б).
Загинув у бою 21 листопада 1943 року біля села Нові Озеряни Брусилівського району Житомирської області. Похований у селі Нові Озеряни.

## Нагороди, пам'ять

Погруддя у Коростишеві

Указом Президії Верховної Ради СРСР від 9 лютого 1944 року за знищення шести танків противника при відбиття його контратак і проявлені при цьому героїзм та мужність молодшому сержантові Пореченкову Івану Никандровичу присвоєно звання Героя Радянського Союзу (посмертно).
Нагороджений орденом Леніна (9 лютого 1944; посмертно).
У місті Коростишеві Житомирської області на Алеї Героїв І. М. Пореченкову встановлено погруддя.